# Remo nos Jogos Olímpicos de Verão da Juventude de 2010 - Dois sem feminino
As provas do Dois sem feminino do remo nos Jogos Olímpicos de Verão da Juventude de 2010 foram realizadas entre os dias 15 e 18 de agosto, no Marina Reservoir, em Cingapura. 13 duplas estavam inscritas neste evento.

## Medalhistas
|  | GBR Grã-Bretanha                     |  | AUS Austrália                |  | GRE Grécia                      |
|  | Georgia Howard-Merrill Fiona Gammond |  | Emma Basher Olympia Aldersey |  | Eleni Diamanti Lydia Ntalamagka |

## Eliminatórias
- Regras de classificação: 1-3→SA/B, 4→R

### Bateria 1
15 de agosto, 11:30 (UTC+8)
| Pos. | Nome                                     | País          | Tempo   | Notas    |
| ---- | ---------------------------------------- | ------------- | ------- | -------- |
| 1    | Ana Gigica, Madalina Buzdugan            | ROM Romênia   | 3:35.80 | Q - SA/B |
| 2    | Szimóna Uglik, Hella Kiss                | HUN Hungria   | 3:40.12 | Q - SA/B |
| 3    | Elizaveta Tikhanova, Anastasia Tikhanova | RUS Rússia    | 3:43.98 | Q - SA/B |
| 4    | Nimmy Thomas, Mitali Sekhar Deo          | IND Índia     | 3:49.69 | R        |
| 5    | Varaporn Monchai, Anita Mindra Whiskin   | THA Tailândia | 4:00.25 | R        |

### Bateria 2
15 de agosto, 11:40 (UTC+8)
| Pos. | Nome                                 | País              | Tempo   | Notas    |
| ---- | ------------------------------------ | ----------------- | ------- | -------- |
| 1    | Emma Basher, Olympia Aldersey        | AUS Austrália     | 3:30.09 | Q - SA/B |
| 2    | Teodora Gesheva, Petya Mavrova       | BUL Bulgária      | 3:37.09 | Q - SA/B |
| 3    | Tanya Misachenka, Nadzeya Misachenka | BLR Bielorrússia  | 3:44.51 | Q - SA/B |
| 4    | Akane Makamu, Juliet Donaldson       | RSA África do Sul | 3:49.14 | R        |

### Bateria 3
15 de agosto, 11:50 (UTC+8)
| Pos. | Nome                                  | País              | Tempo   | Notas    |
| ---- | ------------------------------------- | ----------------- | ------- | -------- |
| 1    | Georgia Howard-Merrill, Fiona Gammond | GBR Grã-Bretanha  | 3:30.92 | Q - SA/B |
| 2    | Eleni Diamanti, Lydia Ntalamagka      | GRE Grécia        | 3:31.50 | Q - SA/B |
| 3    | Elena Coletti, Giada Colombo          | ITA Itália        | 3:32.85 | Q - SA/B |
| 4    | Beatrix Heaphy-Hall, Eve MacFarlane   | NZL Nova Zelândia | 3:34.85 | R        |

## Repescagem
- Regras de classificação: 1-3→SA/B, 4→Eliminado

16 de agosto, 11:55 (UTC+8)
| Pos. | Nome                                   | País              | Tempo   | Notas    |
| ---- | -------------------------------------- | ----------------- | ------- | -------- |
| 1    | Beatrix Heaphy-Hall, Eve MacFarlane    | NZL Nova Zelândia | 3:49.63 | Q - SA/B |
| 2    | Nimmy Thomas, Mitali Sekhar Deo        | IND Índia         | 4:00.27 | Q - SA/B |
| 3    | Akane Makamu, Juliet Donaldson         | RSA África do Sul | 4:03.86 | Q - SA/B |
| 4    | Varaporn Monchai, Anita Mindra Whiskin | THA Tailândia     | 4:08.87 |          |

## Semifinais A/B
- Regras de classificação: 1-3→FA, 4-6→FB

### Semifinal A/B 1
17 de agosto, 11:25 (UTC+8)
| Pos. | Nome                                  | País              | Tempo   | Notas  |
| ---- | ------------------------------------- | ----------------- | ------- | ------ |
| 1    | Elena Coletti, Giada Colombo          | ITA Itália        | 3:37.29 | Q - FA |
| 2    | Ana Gigica, Madalina Buzdugan         | ROM Romênia       | 3:40.67 | Q - FA |
| 3    | Georgia Howard-Merrill, Fiona Gammond | GBR Grã-Bretanha  | 3:41.03 | Q - FA |
| 4    | Teodora Gesheva, Petya Mavrova        | BUL Bulgária      | 3:41.18 | FB     |
| 5    | Beatrix Heaphy-Hall, Eve MacFarlane   | NZL Nova Zelândia | 3:41.97 | FB     |
| 6    | Nimmy Thomas, Mitali Sekhar Deo       | IND Índia         | 4:02.77 | FB     |

### Semifinal A/B 2
17 de agosto, 11:35 (UTC+8)
| Pos. | Nome                                     | País              | Tempo   | Notas  |
| ---- | ---------------------------------------- | ----------------- | ------- | ------ |
| 1    | Emma Basher, Olympia Aldersey            | AUS Austrália     | 3:36.83 | Q - FA |
| 2    | Eleni Diamanti, Lydia Ntalamagka         | GRE Grécia        | 3:38.11 | Q - FA |
| 3    | Szimóna Uglik, Hella Kiss                | HUN Hungria       | 3:46.22 | Q - FA |
| 4    | Tanya Misachenka, Nadzeya Misachenka     | BLR Bielorrússia  | 3:50.77 | FB     |
| 5    | Elizaveta Tikhanova, Anastasia Tikhanova | RUS Rússia        | 3:51.46 | FB     |
| 6    | Akane Makamu, Juliet Donaldson           | RSA África do Sul | 4:00.80 | FB     |

## Finais

### Final B
18 de agosto, 11:00 (UTC+8)
| Pos. | Nome                                     | País              | Tempo   | Notas |
| ---- | ---------------------------------------- | ----------------- | ------- | ----- |
| 1    | Beatrix Heaphy-Hall, Eve MacFarlane      | NZL Nova Zelândia | 3:38.69 |       |
| 2    | Elizaveta Tikhanova, Anastasia Tikhanova | RUS Rússia        | 3:42.14 |       |
| 3    | Tanya Misachenka, Nadzeya Misachenka     | BLR Bielorrússia  | 3:42.29 |       |
| 4    | Teodora Gesheva, Petya Mavrova           | BUL Bulgária      | 3:46.59 |       |
| 5    | Nimmy Thomas, Mitali Sekhar Deo          | IND Índia         | 3:50.92 |       |
| 6    | Akane Makamu, Juliet Donaldson           | RSA África do Sul | 3:51.35 |       |

### Final A
18 de agosto, 11:50 (UTC+8)
| Pos.              | Nome                                  | País             | Tempo   | Notas |
| ----------------- | ------------------------------------- | ---------------- | ------- | ----- |
| Medalha de ouro   | Georgia Howard-Merrill, Fiona Gammond | GBR Grã-Bretanha | 3:28.60 |       |
| Medalha de prata  | Emma Basher, Olympia Aldersey         | AUS Austrália    | 3:29.34 |       |
| Medalha de bronze | Eleni Diamanti, Lydia Ntalamagka      | GRE Grécia       | 3:29.37 |       |
| 4                 | Elena Coletti, Giada Colombo          | ITA Itália       | 3:30.05 |       |
| 5                 | Ana Gigica, Madalina Buzdugan         | ROU Romênia      | 3:37.32 |       |
| 6                 | Szimóna Uglik, Hella Kiss             | HUN Hungria      | 3:40.58 |       |